# Lembah Lubuk Manik
Lembah Lubuk Manik is een bestuurslaag in het regentschap Padang Sidempuan van de provincie Noord-Sumatra, Indonesië. Lembah Lubuk Manik telt 1639 inwoners (volkstelling 2010).